# Kaikki tiet vievät Peltolaan
Kaikki tiet vievät Peltolaan (finnisch „Alle Wege führen nach Peltola“) ist das Debütalbum des finnischen Indie-Pop-Duos Maustetytöt, das am 25. Oktober 2019 beim Label Is This Art! erschienen ist. Sowohl der Name als auch das Cover des Albums sind dabei eine Anspielung auf den Stadtteil Peltola in Oulu, in dem sich die Psychiatrische Abteilung des Universitätsklinikums befindet. Das Album war 2019 mehrere Wochen in den finnischen Charts und belegte dort Platz 1. Einige der Songs, darunter Talvi Talvikin kanssa und Mä loistan kuin hämärä wurden bereits von Kaisa Karjalainens früherer Band EHKÄ veröffentlicht.

## Titelliste
1. En saa una varmaan haudassakaan – 3:11
2. Ihan niin kuin mukamasten vaan – 2:46
3. Talvi Talvikin kanssa – 3:44
4. Viidestoista päivä – 3:59
5. Halpaa kaljaa ja reseptivapaita särkylääkkeitä – 3:40
6. Tein kai lottorivini värin – 3:34
7. Soitin auf sanoakseni en mitään – 3:12
8. Se oli SOS – 3:36
9. Kaikki tiet vievät Peltolaan – 3:24
10. Mä loistan kuin hämärä – 4:12